# Камениця (Словаччина)
Камениця, або Каменіца (словац. Kamenica) — село в Словаччині, Сабинівському окрузі Пряшівського краю. Розташоване в північно-східній частині Словаччини на межі північно-східної частини Левоцьких гір та Чергівських гір.
Уперше згадується у 1248 році. Над селом знаходяться руїни середньовічного замку з 13 століття.
У селі є римо—католицький костел з першої половини 14 століття, перебудований у 1703 році в стилі бароко, у 1804 році розширений.

## Населення
| Рік:            | 1994. | 2004.   | 2014.   | 2024.   |
| --------------- | ----- | ------- | ------- | ------- |
| Кількість осіб: | 1815  | 1868    | 1817    | 1791    |
| Різниця:        |       | +2,92 % | -2,73 % | -1,43 % |

| Рік:            | 2023. | 2024.  |
| --------------- | ----- | ------ |
| Кількість осіб: | 1800  | 1791   |
| Різниця:        |       | -0,5 % |

У селі проживає 1867 осіб.
Національний склад населення (за даними останнього перепису населення — 2001 року):
- словаки — 99,06 %,
- цигани — 0,33 %,
- чехи — 0,11 %,
- українці — 0,06 %.

Склад населення за приналежністю до релігії станом на 2001 рік:
- римо-католики — 97,74 %,
- греко-католики — 1,38 %,
- протестанти — 0,06 %,
- не вважають себе вірянами або не належать до жодної вищезгаданої конфесії — 0,83 %.

## Історія
Замок
Камениця вперше виникла з однойменного замку, який був побудований на сусідньому пагорбі на початку 13 століття, щоб захистити головний польський торговий шлях, кінцевий пункт якого проходив у Кошицях на півдні. У 1436 році гарнізон замку повстав і був швидко повернутий під контроль, але незабаром після того, як гусити отримали контроль над замком і селом. Замок був відреставрований у стилі ренесансу на початку 16 століття.
У 1556 році імперські війська взяли в облогу під командуванням Симона Форгача, захопили в полон і через сім днів за наказом імператора Фердинанда I, перетворив замок на руїни, які можна побачити сьогодні. Після розгрому замку навколишні села, включно з Каменічкою, зменшилися. Пізніше каміння з замку було використано для будівництва пивоварні в Лучці у 1816 році.
Село
Саме село вперше згадується в 1248 році як «Тарквелей» (рання форма угорської назви села Таркё). У 1270 році король Стефан V разом зі своїми маєтками передав Каменіцю та її замок Миколі Бержевичі, гострому прихильнику короля. Стефан V помер у 1272 році, поставивши під загрозу родину Бержевичі. Новий король Угорщини Владислав IV, однак, повторно підтвердив володіння в 1275 році й знову підтвердив у хартії, підписаній в Егері в 1287 році. Церква Камениця була побудована приблизно в 1300 році в готичному стилі графом Рікольфом Бержевичі, а першим відомим священником є чоловік на ім'я Готфрід у 1330 році.
Після негараздів повстання 1436 року та гуситської боротьби село настало тяжкі часи. Сім'я Бержевичі вже ослабла, і клан Штарай прийняв владу, але до середини 16 століття родина Дессевфі контролювала село та руїни замку. Станом на 1600 рік село налічувало 31 двор. Після DessewffyСім'я перейшла до влади, лютеранська церква була закрита, а католицька церква повернулася в 1672 році в розширеному стилі бароко, хоча вона все ще була пов'язана з сусідньою парафією, а не власною парафією. У 1680-х роках сільська церква знову отримала власну парафію, яка після 1741 року не рухалася.
Село продовжувало розвиватися, і в 1787 році 627 жителів села жили в 93 різних будинках. У 1804 році церква була знову відремонтована і завершена в неокласичному стилі. На 1828 рік у 97 будинках проживало 740 жителів. Більшість жителів займалися землеробством, ткацтвом, лісорізством та тваринництвом. У 1910 році в селі проживало 974 мешканців, переважно словаків. Після підписання Тріанонського договору 1920 року Камениця увійшла до складу Чехословаччини . Протягом того ж десятиліття багато селян емігрували через економічні труднощі, багато до Сполучених Штатів.

## Географія
Протікають Липанський потік і Бескидський потік.